# Wisch (okres Severní Frísko)
Wisch je obec v německé spolkové zemi Šlesvicko-Holštýnsko, v zemském okrese Severní Frísko. V 2014 zde žilo 103 obyvatel.

## Poloha
Sousední obce jsou: Oldersbek, Ramstedt, Rantrum, Schwabstedt a Südermarsch.